# Misliya-Höhle

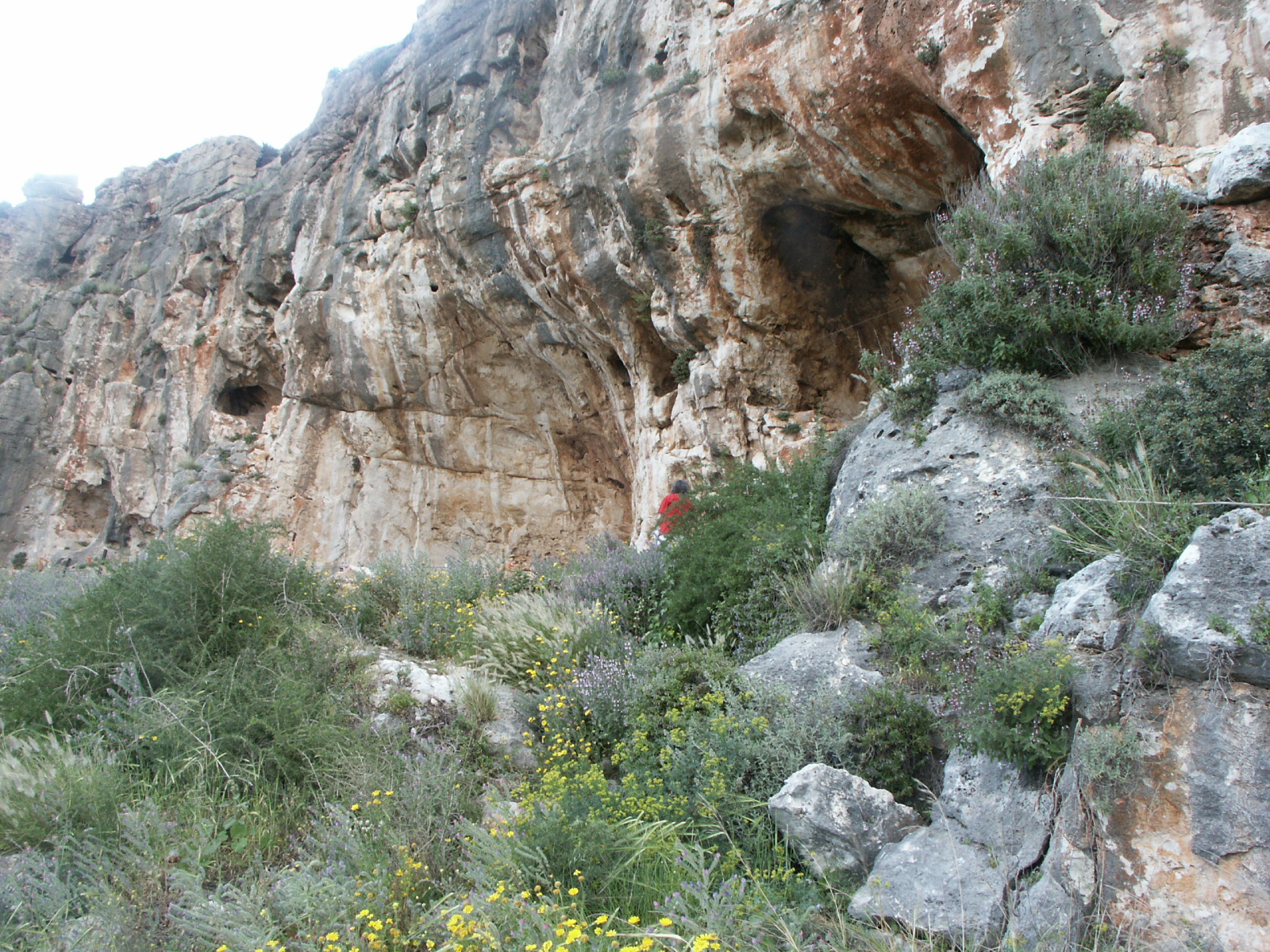
Abri aus der Nähe

Die Misliya-Höhle ist eine archäologische und paläoanthropologische Fundstätte am Westhang des Karmel-Gebirges in Israel, in der Nähe des Wadi Sefunim, 12 Kilometer südlich von Haifa und rund sieben Kilometer nördlich der Fundplätze Tabun und Skhul. In der Höhle wurde laut  einer Datierung aus dem Jahr 2018 das bislang älteste Fossil des anatomisch modernen Menschen (Homo sapiens) außerhalb Afrikas entdeckt.

## Lage
Die Höhle – heute ein mehrteiliges Abri – befindet sich am Fuß einer 17 bis 20 Meter hohen Felswand aus Kalkstein, die nach West/Südwest ausgerichtet ist, rund 95 Meter über dem Meeresspiegel. Zahlreiche große Gesteinsbrocken unterhalb der Höhle und weitere Anhaltspunkte werden jedoch dahingehend interpretiert, dass hier ursprünglich eine große, tiefer gehende Höhle existierte, deren äußere Bereiche zusammengestürzt sind. Erhalten geblieben sind von ihr nur drei wenige Meter tief reichende Nischen in der Felswand sowie vor ihnen befindliche Terrassen.
Eingebettet in Brekzien oder in weicherem Sedimentmaterial wurden an unterschiedlichen Stellen innerhalb der Abris und unterhalb von ihnen Steingeräte vom Typ Levallois geborgen, die ins Mittelpaläolithikum datiert wurden, jedoch auch älteres Steingerät sowie zahlreiche Tierknochen, von denen einige Schnittspuren aufweisen. Nachgewiesen wurde ferner, dass Teile der ursprünglichen Höhle in dieser Epoche zwar wiederholt kollabiert sind, sie aber auch nach solchen Ereignissen erneut bewohnt wurde.
Zu den Funden gehören auch Meeresmuscheln der Art Glycymeris nummaria, die vor rund 200.000 Jahren von den Bewohnern in die Höhle gebracht wurden.

## Forschungsgeschichte

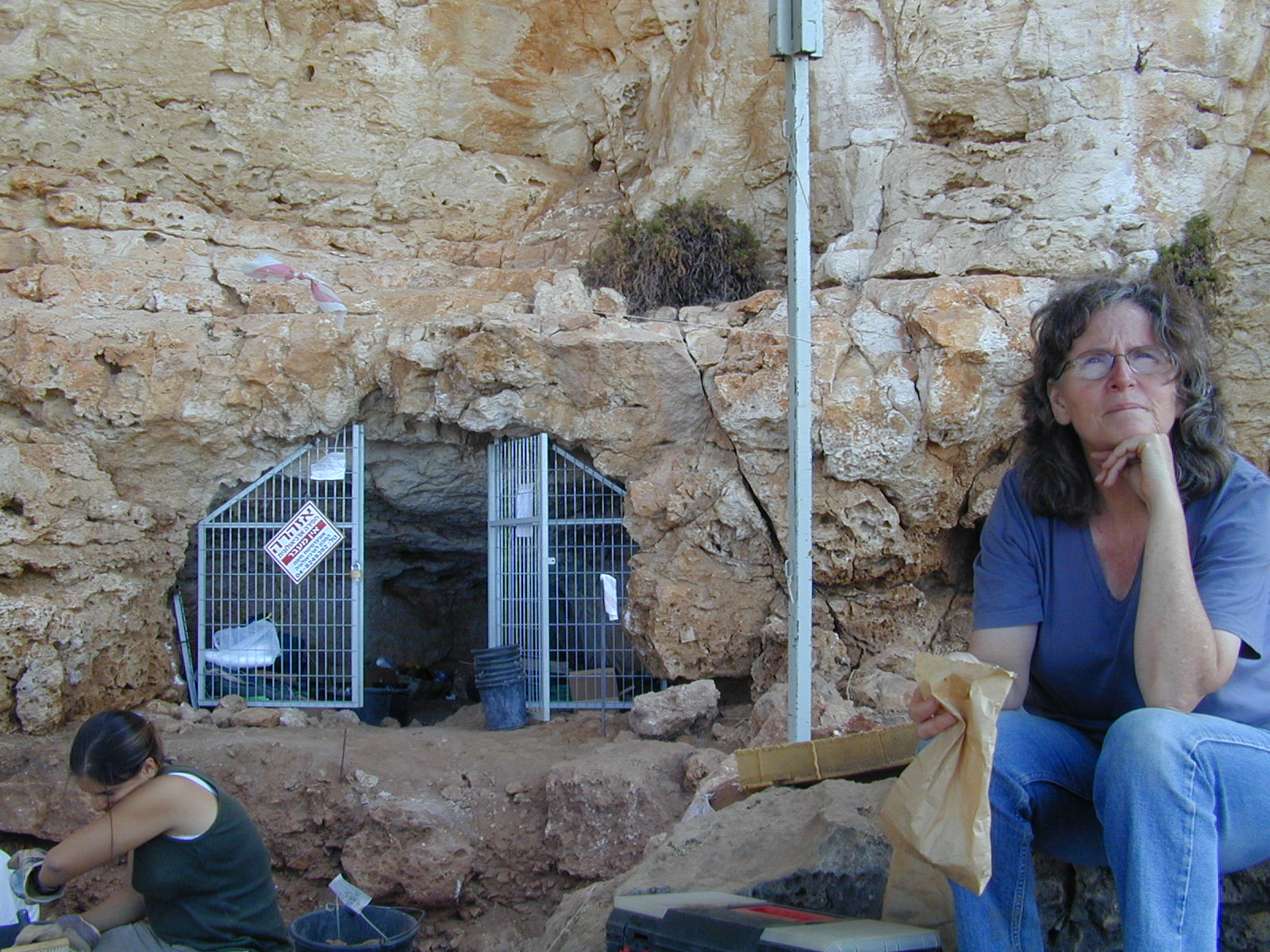
Mina Weinstein-Evron neben einer der Nischen in der Felswand

Die Höhle war anfänglich als Brotzen Cave bekannt, da sie erstmals 1927 von Fritz Brotzen und Elise Jenny Baumgartel wissenschaftlich erwähnt worden war.
Die Höhle wird insbesondere von Mina Weinstein-Evron (Universität Haifa) und Israel Hershkovitz (Universität Tel Aviv) erforscht. Die erste Pilotgrabung fand Ende 2000 / Anfang 2001 statt; zuvor waren aber bereits Oberflächenfunde gesammelt worden. Die paläontologischen und archäologischen Funde stammen aus der Zeitspanne zwischen 400.000 und 150.000 Jahren vor heute.

## Das Fossil Misliya-1
Ein besonderer Fund ist die linke Hälfte des Oberkiefer-Knochens mit teilweise erhaltenen Gaumenknochen eines erwachsenen Menschen einschließlich von im Kiefer ruhenden acht Zähnen (Weisheitszahn bis Eckzahn, zudem Wurzel eines Schneidezahns).
Das Fossil (Archivnummer Misliya-1) konnte zunächst nicht sicher datiert werden, jedoch wurde ihm vorläufig ein Alter „von möglicherweise 150.000 Jahren“ zugeschrieben, und es wurde als Überrest eines frühen anatomisch modernen Menschen (Homo sapiens) interpretiert. Anfang 2018 wurde in der Fachzeitschrift Science anhand unterschiedlicher Datierungsmethoden das Alter des Fossils sowie der archäologischen Begleitfunde weiter eingegrenzt und die Diagnose archaischer Homo sapiens bestätigt. „Die Ergebnisse legen ein Alter zwischen 177.000 und 194.000 Jahren nahe und verlegen damit die erste Migration von modernen Menschen nach Eurasien um mehr als 60.000 Jahre weiter in die Vergangenheit als angenommen. Damit ist das Misliya-Fossil ungefähr gleich alt wie die ersten Funde von frühen modernen Menschen aus zwei Fundstellen in Ostafrika.“ Diese Funde, Omo 1 und Omo 2 sowie Homo sapiens idaltu aus Äthiopien, sind rund 195.000 bzw. 160.000 Jahre alt.
Die Datierung erfolgte aufgrund von drei Methoden, die jeweils in unterschiedlichen Laboren ausgeführt wurden: einer Uran-Thorium-Datierung, einer kombinierten Uran-Thorium- / Elektronenspinresonanz-Datierung (US-ESR) und einer Thermolumineszenzdatierung. Im Einzelnen ergab die Thermolumineszenzdatierung von neun Feuerstein-Funden mit Brandmerkmalen aus der unmittelbaren Nachbarschaft des Fossils ein Alter von 179.000 ± 48.000 Jahren. Für die dem Fossil anhaftende Gesteinskruste wies die Uran-Thorium-Datierung ein Alter von 185.000 ± 8.000 Jahren nach, die Uran-Thorium-Datierung von Dentin aus den Schneidezahn-Resten ergab allerdings bloß ein Alter von 70.200 ± 1.600 Jahren. Die kombinierte US-ESR des gleichen Zahnmaterials ergab ein Alter von 174.000 ± 20.000. Die Paläontologin Madelaine Böhme, die an der Erforschung des Fossilfundes nicht beteiligt war, führte das abweichende Ergebnis der Uran-Thorium-Datierung „auf Veränderungen des Zahnstücks nach seiner Versteinerung zurück“.
Der Bau der Zähne unterscheidet sich den Analysen zufolge deutlich von dem der Neandertaler und anderer mittelpleistozäner Fossilien; insbesondere die Kombination der Merkmale von Schneidezahn und Eckzahn ist demnach ausschließlich beim anatomisch modernen Menschen anzutreffen.
Erhalten blieb der Oberkiefer, weil vor ungefähr 160.000 Jahren Teile der Höhle einstürzten, sodass er unter den Trümmern begraben und konserviert wurde. Die Datierung bestätigt zugleich Überlegungen, dass es bereits zu einem sehr frühen Zeitpunkt – u. a. während der Eem-Warmzeit, Sauerstoff-Isotopenstufe MIS 5 – zu einer Wanderungsbewegung aus Afrika bis nach Südostasien gekommen sein könnte.

## Belege
1. ↑  Israeli fossils are the oldest modern humans ever found outside of Africa. Auf: nature.com vom 25. Januar 2018.
2. ↑  Yossi Zaidner und Mina Weinstein-Evron: Making a point: the Early Middle Palaeolithic tool assemblage of Misliya Cave, Mount Carmel, Israel. In: Before Farming. Band 2012, Nr. 4, 2012, S. 1–23, doi:10.3828/bfarm.2012.4.1.
3. ↑  Yossi Zaidner, Dotan Druck und Mina Weinstein-Evron: Acheulo-Yabrudian handaxes from Misliya Cave, Mount Carmel, Israel. In: Axe Age: Acheulian Tool-making from Quarry to Discard. New Approaches to Anthropological Archaeology, 2007, S. 243–66, ISBN 978-1-84553-138-6.
4. ↑  Reuven Yeshurun, Guy Bar-Oz und Mina Weinstein-Evron: Modern hunting behavior in the early Middle Paleolithic: Faunal remains from Misliya Cave, Mount Carmel, Israel. In: Journal of Human Evolution. Band 53, Nr. 6, 2007, S. 656–677, doi:10.1016/j.jhevol.2007.05.008.
5. ↑  Daniella E. Bar-Yosef Mayer et al.: On holes and strings: Earliest displays of human adornment in the Middle Palaeolithic. In: PLOS ONE. 15(7), 2020, e0234924, doi:10.1371/journal.pone.0234924.
6. ↑  Fritz Brotzen und Elise Jenny Baumgartel: Neue steinzeitliche Funde vom Karmelgebirge in Palästina, 1925–1926. In: Berliner Museen. Berichte aus den Preußischen Kunstsammlungen. Band 48, 1927, S. 119–122.
7. ↑  Human exodus may have reached China 100,000 years ago. Auf: newscientist.com vom 6. August 2014.
8. ↑  Israel Hershkovitz, Gerhard W. Weber, Rolf Quam et al.: The earliest modern humans outside Africa. In: Science. Band 359, Nr. 6374, 2018, S. 456–459, doi:10.1126/science.aap8369.
9. ↑  Warren D. Sharp und James B. Paces: Comment on “The earliest modern humans outside Africa”. In: Science. Band 362, Nr. 6413, 2018, eaat6598, doi:10.1126/science.aat6598.
 Israel Hershkovitz, Mathieu Duval, Rainer Grün et al.: Response to Comment on “The earliest modern humans outside Africa”. In: Science. Band 362, Nr. 6413, 2018, eaat8964, doi:10.1126/science.aat8964.
10. ↑  Die ersten modernen Menschen haben Afrika wesentlich früher verlassen als bisher bekannt. Auf: oe-journal.at vom 25. Januar 2018.
11. ↑  When did modern humans leave Africa? Auf: sciencemag.org vom 26. Januar 2018.
12. ↑  Spuren der ältesten Ur-Migranten. Auf: faz.net vom 25. Januar 2018.
13. ↑  Ryan J. Rabett: The success of failed Homo sapiens dispersals out of Africa and into Asia. In: Nature Ecology & Evolution. Band 2, 2018, S. 212–219, doi:10.1038/s41559-017-0436-8.